# Lac de Moron
Pour les articles homonymes, voir Moron.
 (février 2014).
Si vous disposez d'ouvrages ou d'articles de référence ou si vous connaissez des sites web de qualité traitant du thème abordé ici, merci de compléter l'article en donnant les références utiles à sa vérifiabilité et en les liant à la section « Notes et références ».
Le lac de Moron est un lac de retenue artificielle, formé par le barrage du Châtelot sur le Doubs dans le massif du Jura à la frontière entre la France et la Suisse.

## Accès

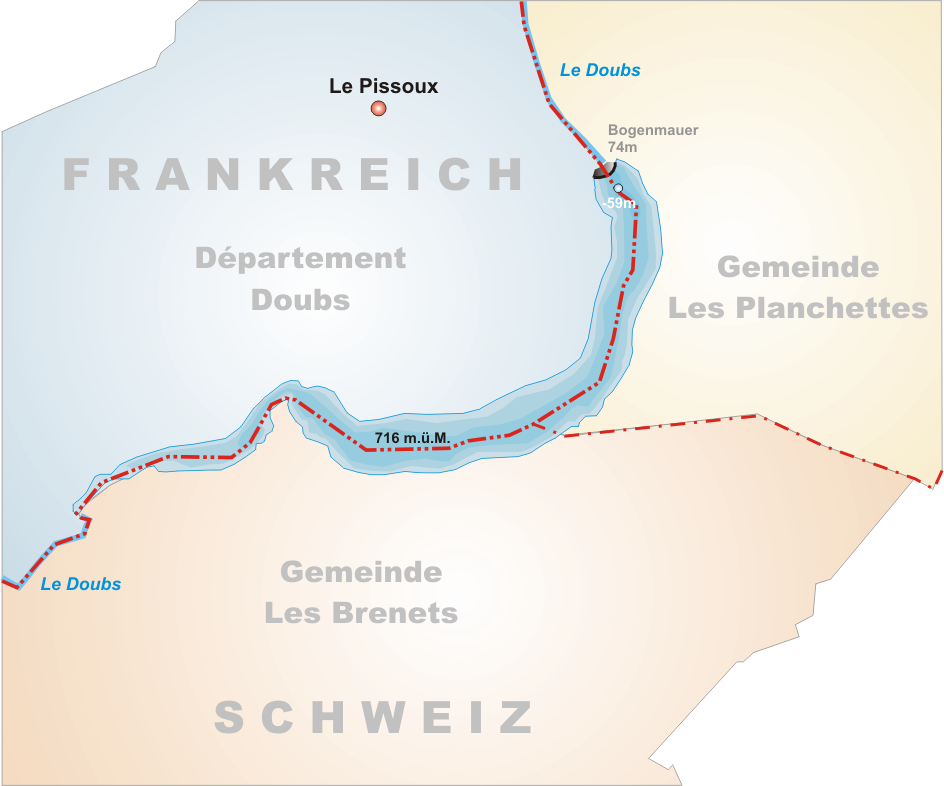
Carte de localisation du lac.

Côté français, le lac du barrage se trouve sur la commune de Villers-le-Lac, dans le département du Doubs. En amont, le lac est accessible par le Saut du Doubs, et en aval par le lieu-dit "Le Pissoux".
Côté suisse, le lac est partagé par les communes des Planchettes, sur laquelle se trouve le barrage du Châtelot, et Brenets dans le canton de Neuchâtel. Le lac est accessible en aval depuis le village des Planchettes et en amont, depuis le village des Brenets. L'accès au lac se fait uniquement par voie pédestre, aucun accès par véhicule n'est possible.

## Histoire
Le barrage du Châtelot a été achevé en 1953. Deux fermes se trouvaient à l'emplacement actuel du lac et se sont retrouvées englouties par les eaux lors de la mise en fonction du barrage. Lors de sécheresses importantes, il est ponctuellement possible d'observer les ruines de ces fermes.

## Le barrage

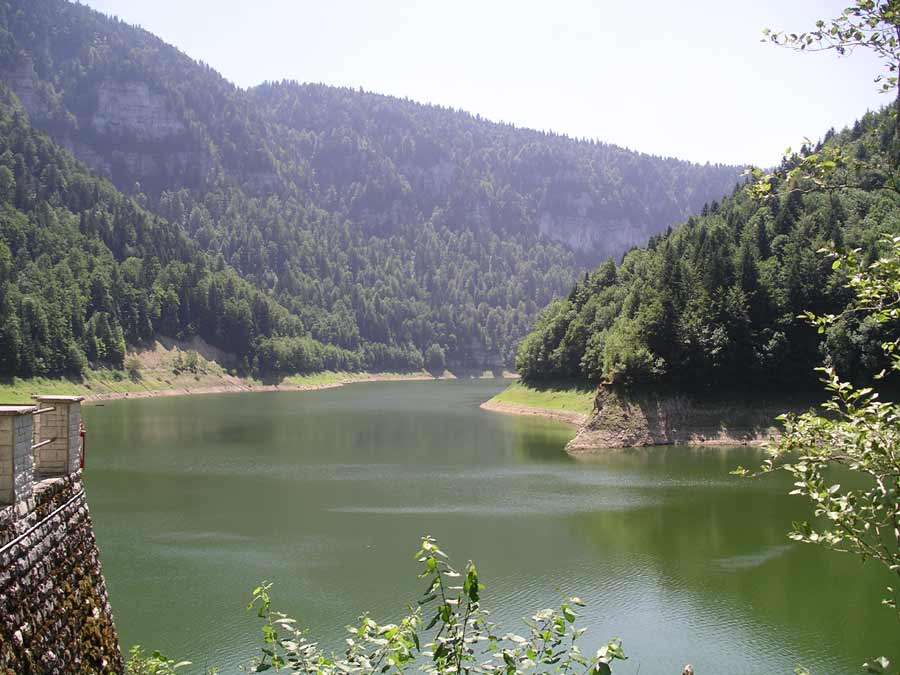
Vue du lac de Morron depuis le barrage.

La gestion du barrage du Châtelot, ainsi que l'entretien des rives du lac sont assurés par la Société des Forces Motrices du Châtelot (SFMC). Sa voute d'une hauteur de 74 mètres retient environ 20 millions de m3 d'eau qui permettent la production d'électricité par la centrale du "Torret" située en aval du barrage.
Il est à souligner qu'aucune embarcation civile à moteur n'est autorisée à naviguer sur le lac.

## Source
- (de) Cet article est partiellement ou en totalité issu de l’article de Wikipédia en allemand intitulé « Lac de Moron » (voir la liste des auteurs).